# Dendropsophus praestans
Dendropsophus praestans är en groddjursart som först beskrevs av William Edward Duellman och Linda Trueb 1983.  Dendropsophus praestans ingår i släktet Dendropsophus och familjen lövgrodor. IUCN kategoriserar arten globalt som livskraftig. Inga underarter finns listade i Catalogue of Life.